# Малоросійські козаки
Малоросійські козаки (рос. Малороссийские казаки) — суспільний стан в Російській імперії, що існував на землях ліквідованого Війська Запорозького. До нього відносились т.з. реєстрові козаки, яких було внесено в «списки реорганізованої козацької верстви під час ревізії 1782 р.». Після оформлення кріпацтва вони користувались правом особистої свободи, а ті з козаків, чиї роди не були внесені в списки були переведені до кріпацького стану.
Формування стану завершилось тільки в 30-х роках XIX ст. А сам процес становлення сослов'я породжував надії на відновлення старої автономії та пільг. А також стимулював прийняття участі малоросійських козаків у військових кампаніях Російської імперії, які попри обіцянки влади залишались нереалізованими.

## Назва
Відповідно Своду Законів Російської імперії козаками називались військовослужбовці які офіційно перебували на службі. Водночас малоросійські козаки відносились до сільських обивателів, і зберегли козацьку назву та частину прав через історичні передумови.

## Історія
Після ліквідації Гетьманщини і всього Війська Запорзького, повстало питання про права старшини та виборних козаків. Козацькій старшині надавалися аналогічні права що отримало російське дворянство завдяки закону про «Учреждения о губерниях 1775». З 1785 р. на шляхетство поширилася чинність царської Жалуваної грамоти дворянству 1785, згідно з якою проголошувалася повна свобода дворян від обов'язкової військової служби, передбачалося утворення дворянського товариства в кожній губернії з правом обрання свого предводителя, надання дворянських титулів, вирішення питань щодо достовірності доказів претендента на дворянство, подання петицій безпосередньо до престолу ітд. 
Відстуність точних рекомендацій і правил призвели до значних порушень в отриманні дворянства. На кінець XVIII ст. понад 100 тис. встигли тим чи іншим чином довести чи сфальсифікувати шляхетське походження. В тому числі значна кількість представників рядового козацтва. При тому що на момент ліквідації в Гетьманщині проживало 1 027 928 дорослих чоловіків. Це призвело до перегляду справ герольдією, і скасування дворянського звання для більшості представників рядового козацтва. Тих з них хто відносився до т.з. реєстрових козаків, яких було внесено в «списки реорганізованої козацької верстви під час ревізії 1782 р.» користувались правом особистої свободи, право на володіння і продаж землі, а також правом в подальшому довести своє дворянське походження. Ті з козаків, чиї роди не були внесені в списки були переведені до кріпацького стану.
Завдяки наказу 1801 р. останні почали масово почали подавати клопотання про повернення до козацького стану («иски о казачестве») до відповідних установ. Задля вирішення ситуації, малоросійський генерал-губернатор князь Олексій Куракін звернувся до Сенату з клопотанням. Але воно було відхилено сенатським наказом 28 червня 1803 р., за яким право вийти з кріпацької залежності надавалось лише тим козакам, предки яких були записані до реєстру і випадково були закріпачені. Для підтвердження свого походження козак мав надати писемні докази, а за їх відсутності, слід було звернутися до свідків з дворян, козаків або міщан. 
Внаслідок приєднання земель Речі Посполитої та Півдня та Криму, невідповідність малоросійського козацького стану новим реаліям через відсутність нерегулярної військової служби призвела проблем їх інтерграції до станів існуючих в той час в Російській імперії. Єдиним дієвим заходом урядом для вирішення даного питання були створення сприятливих умов для переселення на прикордонні території, зокрема Кубань. За першу половину XIX ст. цим скористались до 100 тис. малоросійських козаків.

## Загальні відомості

### Побут
|                                            | Наше велике село мало понад 4000 душ населення, яке поділялось на дві чисельно нерівні частини: більша частина «казенные крестьяне», а менша — козаки. З погляду господарського різниці особливої між обома частинами не було, бо й «казенные крестьяне» і козаки були хліборобами, хоч загально можна було б сказати, що всі багатші люди на селі були козаки. У правовому відношенні була все-таки різниця між обома цими станами; між іншим «казенные крестьяне» мали землю в громадському володінні, а козаки на правах приватної власності. Сільське управління також поділялось: був окремий «сільський» староста і коремий «козачий»; так само було й дві «зборні» — одна «сільська», а друга «козача». Козачий стан уважався нібито за вищий, бо козаки, наприклад, не радо віддавали дочок за «казенных крестьян». |
| — Микола Галаган. «З моїх споминів» (1920) | |

## Демографія
Кількість козацького населення змінювалась протягом другої половини XIX ст. Так, у 1858 р. вона складала 436661 або 29,7%, то у 1894 р. — 591350 осіб, що складало вже 25,29% від населення Чернігівської губернії. На таку кількість населення припадало близько 115975 дворів (30,2%).
В кінці XIX ст. найбільша кількість козаків проживала у південних повітах губернії: Сосницький — 38,8%, Ніжинський — 39,6%, Конотопський — 41,8%, Кролевецький — 46,4%, Козелецький — 49,5% Борзненський — 54%, в усіх разом — близько 40%. Вони були найбільш густо заселеними. Анклавно козаки складали понад 30–40% у деяких районах Остерського, Мглинського, Новгород-Сіверського, Городнянського та Чернігівського повітів.
| Козацьке населення Полтавської та Чернігівської губерній на 1862 р. | Козацьке населення Полтавської та Чернігівської губерній на 1862 р. | Козацьке населення Полтавської та Чернігівської губерній на 1862 р. | Козацьке населення Полтавської та Чернігівської губерній на 1862 р. | Козацьке населення Полтавської та Чернігівської губерній на 1862 р. | Козацьке населення Полтавської та Чернігівської губерній на 1862 р. | Козацьке населення Полтавської та Чернігівської губерній на 1862 р. | Козацьке населення Полтавської та Чернігівської губерній на 1862 р. | Козацьке населення Полтавської та Чернігівської губерній на 1862 р. | Козацьке населення Полтавської та Чернігівської губерній на 1862 р. |
| Полтавська губернія                                                 | Полтавська губернія                                                 | Полтавська губернія                                                 | Полтавська губернія                                                 | Полтавська губернія                                                 | Чернігівська губернія                                               | Чернігівська губернія                                               | Чернігівська губернія                                               | Чернігівська губернія                                               | Чернігівська губернія                                               |
| Повіт                                                               | Чол.                                                                | Жін.                                                                | Всього                                                              | %                                                                   | Повіт                                                               | Чол.                                                                | Жін.                                                                | Всього                                                              | %                                                                   |
| ------------------------------------------------------------------- | ------------------------------------------------------------------- | ------------------------------------------------------------------- | ------------------------------------------------------------------- | ------------------------------------------------------------------- | ------------------------------------------------------------------- | ------------------------------------------------------------------- | ------------------------------------------------------------------- | ------------------------------------------------------------------- | ------------------------------------------------------------------- |
| Гадяцький                                                           | 40836                                                               | 42134                                                               | 82970                                                               | 8,1                                                                 | Борзнянський                                                        | 26823                                                               | 29163                                                               | 55986                                                               | 12,8                                                                |
| Глухівський                                                         | 12175                                                               | 13188                                                               | 25363                                                               | 5,8                                                                 | Зіньківський                                                        | 36307                                                               | 36398                                                               | 72705                                                               | 7,1                                                                 |
| Золотоніський                                                       | 53580                                                               | 54462                                                               | 108042                                                              | 10,5                                                                | Городнянський                                                       | 7981                                                                | 8696                                                                | 16677                                                               | 3,8                                                                 |
| Кобеляцький                                                         | 11874                                                               | 13236                                                               | 25110                                                               | 2,5                                                                 | Козелецький                                                         | 19229                                                               | 21189                                                               | 40418                                                               | 9,3                                                                 |
| Костянтиноградський                                                 | 3967                                                                | 4244                                                                | 8211                                                                | 0,8                                                                 | Конотопський                                                        | 19866                                                               | 21375                                                               | 41241                                                               | 9,4                                                                 |
| Кременчуцький                                                       | 37610                                                               | 40214                                                               | 77824                                                               | 7,6                                                                 | Кролевецький                                                        | 18447                                                               | 20083                                                               | 38530                                                               | 8,8                                                                 |
| Лохвицький                                                          | 27521                                                               | 28606                                                               | 56127                                                               | 5,5                                                                 | Мглинський                                                          | 15045                                                               | 15802                                                               | 30847                                                               | 7,1                                                                 |
| Лубенський                                                          | 24208                                                               | 23556                                                               | 47764                                                               | 4,7                                                                 | Ніжинський                                                          | 22048                                                               | 24043                                                               | 46091                                                               | 10,6                                                                |
| Миргородський                                                       | 33583                                                               | 35242                                                               | 68825                                                               | 6,7                                                                 | Новгород-Сіверський                                                 | 6785                                                                | 7424                                                                | 14209                                                               | 3,3                                                                 |
| Переяславський                                                      | 45094                                                               | 47129                                                               | 92223                                                               | 9,0                                                                 | Новозибківський                                                     | 3528                                                                | 3558                                                                | 7086                                                                | 1,6                                                                 |
| Пирятинський                                                        | 34360                                                               | 34224                                                               | 68584                                                               | 6,7                                                                 | Остерський                                                          | 10551                                                               | 11436                                                               | 21987                                                               | 5,0                                                                 |
| Полтавський                                                         | 40546                                                               | 41857                                                               | 82403                                                               | 8,1                                                                 | Сосницький                                                          | 18433                                                               | 19390                                                               | 37823                                                               | 8,7                                                                 |
| Прилуцький                                                          | 46660                                                               | 47104                                                               | 93764                                                               | 9,1                                                                 | Стародубський                                                       | 12298                                                               | 13148                                                               | 25446                                                               | 5,8                                                                 |
| Роменський                                                          | 36165                                                               | 36955                                                               | 73120                                                               | 7,1                                                                 | Суразький                                                           | 2069                                                                | 2184                                                                | 4253                                                                | 0,9                                                                 |
| Хорольський повіт                                                   | 33417                                                               | 34326                                                               | 67743                                                               | 6,6                                                                 | Чернігівський                                                       | 15133                                                               | 15689                                                               | 30822                                                               | 7,1                                                                 |
| Всього                                                              | 505728                                                              | 518687                                                              | 1024415                                                             | 100                                                                 | Всього                                                              | 210411                                                              | 226368                                                              | 436779                                                              | 100                                                                 |